# 胶原蛋白三螺旋

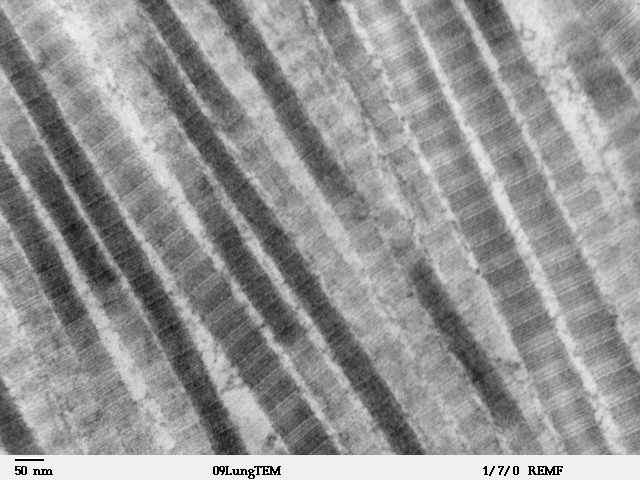
胶原纤维的透射电镜照片

在胶原蛋白中，胶原三螺旋（或称为2型螺旋）是其中的主要二级结构。它是由重复的氨基酸序列Gly-X-Y形成的三股螺旋，其中的X和Y常常是脯氨酸(Pro)或羟脯氨酸(HyPro)。

## 简介
胶原蛋白是一个非常庞大的家族，到目前为止，人们已发现26种不同类型的胶原，分别称为Ⅰ型、Ⅱ型，Ⅲ型，Ⅳ型，Ⅴ型……虽然类型不同，但是所有的胶原蛋白在体内都是以胶原原纤维或称胶原纤维的形式存在。胶原原纤维的基本结构单位是原胶原分子，其相对分子质量为2.85×10^5。是由3条α肽链或α链的多肽亚基缠绕成特有三股螺旋，所以又叫三螺旋胶原蛋白。

### 一级结构
蛋白质一级结构通常是由几十到数百个氨基酸组成氨基酸序列。
三螺旋胶原蛋白的一级结构最主要的特征就是氨基酸的重复序列，表现为每3个残基出现一个甘氨酸，多肽序列可以写成：-Gly-Xaa-Yaa-Gly-Xaa-Yaa-Gly-Xaa-Yaa-。其中Xaa和Yaa表示任何其他的氢基酸残基基。然而，对胶原结构的进一步分析表明，Xaa和yaa通常为脯氨酸(Pro)和赖氨酸(Lys)。其中脯氨酸含量约占到12%，羟脯氨酸含量约占到10%。如此高的含量，这是一般动物性蛋白都很少见的。

### 二级结构
蛋白质的二级结构指蛋白质主链的折叠产生由氢键维系的有规则的局部空间结构，是蛋白质折叠能量平衡的表现。
三螺旋胶原蛋白的二级结构为聚脯氨酸-II型(P2结构)的左手螺旋。主链肽键上的C=O和N．H是沿多肽主链有规则排列，在主链内和主链间常出现周期性的氢键相互作用(C=O⋯N．H)，局部相邻氨基酸发生盘曲而形成a．螺旋、p．折叠、D．转角、兀一螺旋、Q．环及各种蛋白质互不相同的无规则卷曲等二级结构。

### 三级结构
蛋白质的三级结构是指由二级结构元件(5-螺旋、p．折叠、p．转角和无规卷曲等)构建成的总三维结构体，包括一级结构中相距较远的肽段之问集合的相互关系和侧链在三维空间中彼此间的相互关系。
三螺旋胶原蛋白的三级结构是由三条多肽链组成的三股螺旋(triple helix)，其二面角Φ值和Ψ值分别在-60°和+140°附近，这是一种右手超螺旋(superhelix cable)，在这种超螺旋体中的每一股又是一种特殊的左手螺旋。超螺旋体中各条肽链借助甘氨酸残基的肽键之间形成的氢键交联在一起。